# いの町

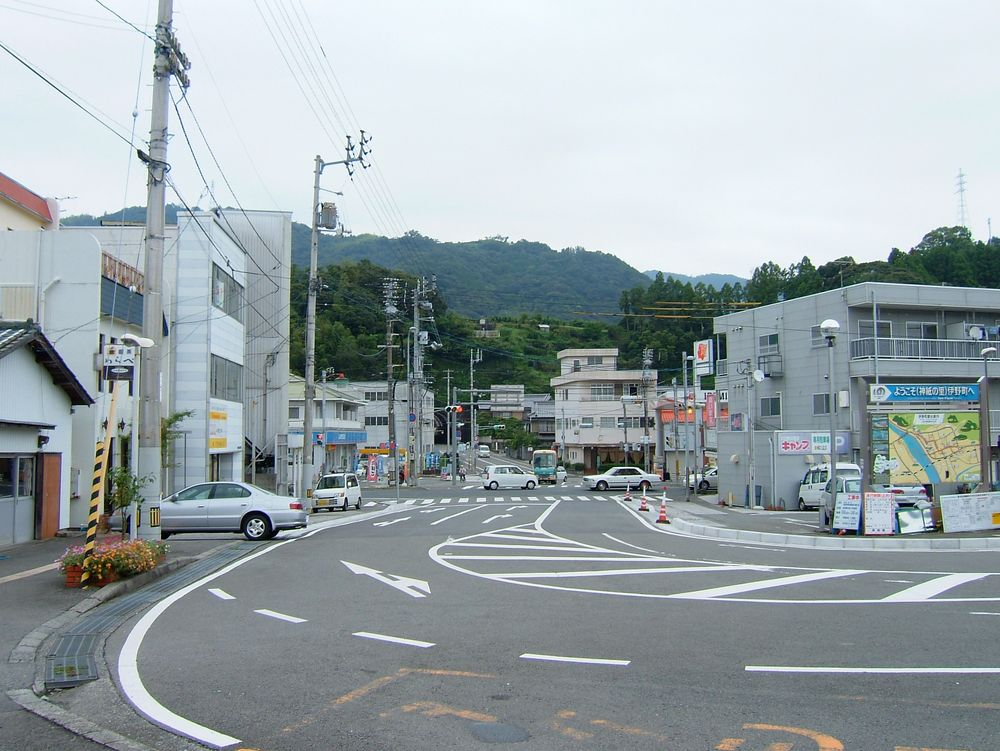
伊野駅前の街並み

いの町（いのちょう）は、高知県の中央部に位置する町。高知県の町村では最大人口の町である。

## 概要
高知県内の町村の中では最も人口が多い。町内南部の高知市に隣接する地域には天王ニュータウンなどがあり、ベッドタウンの色合いが強い。
特産品として、「土佐和紙」が有名である。

## 地理

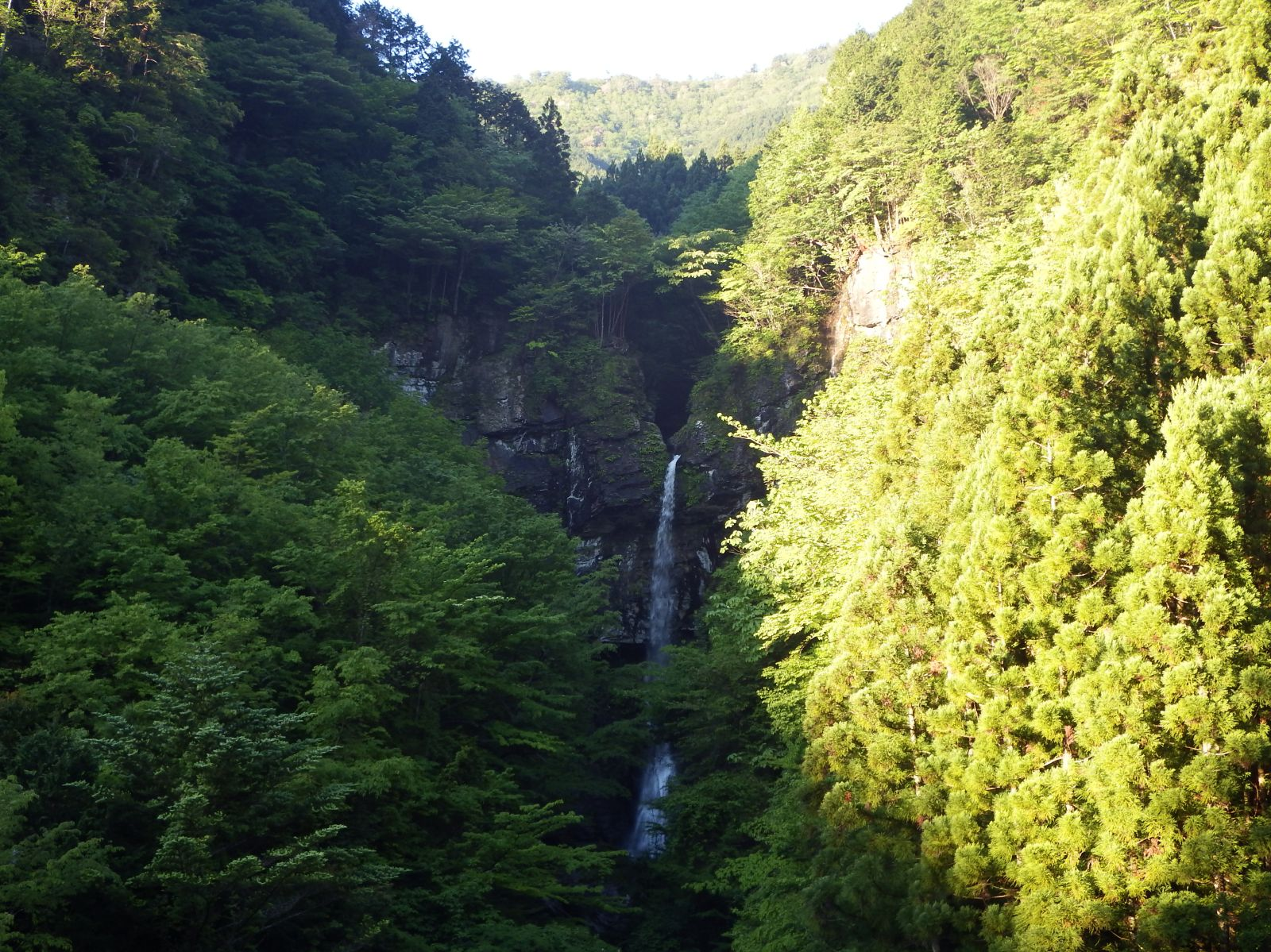
大瀧の滝（おおたびのたき）

### 地形

#### 山地
主な山
- 筒上山
- 岩黒山
- 伊吹山
- 子持権現山
- 瓶ヶ森
- 西黒森
- 自念子ノ頭
- 東黒森
- 伊予富士
- 寒風山
- 笹ヶ峰
- ちち山
- 冠山
- 平家平

#### 河川
主な川
- 仁淀川

#### 湖沼
主な池
- 大森川貯水池
- 長沢貯水池
- 大橋貯水池

### 気候
| 本川（1991年 - 2020年）の気候      | 本川（1991年 - 2020年）の気候 | 本川（1991年 - 2020年）の気候 | 本川（1991年 - 2020年）の気候 | 本川（1991年 - 2020年）の気候 | 本川（1991年 - 2020年）の気候 | 本川（1991年 - 2020年）の気候 | 本川（1991年 - 2020年）の気候 | 本川（1991年 - 2020年）の気候 | 本川（1991年 - 2020年）の気候 | 本川（1991年 - 2020年）の気候 | 本川（1991年 - 2020年）の気候 | 本川（1991年 - 2020年）の気候 | 本川（1991年 - 2020年）の気候 |
| 月                                 | 1月                           | 2月                           | 3月                           | 4月                           | 5月                           | 6月                           | 7月                           | 8月                           | 9月                           | 10月                          | 11月                          | 12月                          | 年                            |
| ---------------------------------- | ----------------------------- | ----------------------------- | ----------------------------- | ----------------------------- | ----------------------------- | ----------------------------- | ----------------------------- | ----------------------------- | ----------------------------- | ----------------------------- | ----------------------------- | ----------------------------- | ----------------------------- |
| 最高気温記録 °C （°F）             | 16.7 (62.1)                   | 19.8 (67.6)                   | 23.8 (74.8)                   | 29.0 (84.2)                   | 31.0 (87.8)                   | 33.1 (91.6)                   | 36.5 (97.7)                   | 36.0 (96.8)                   | 32.7 (90.9)                   | 27.5 (81.5)                   | 22.6 (72.7)                   | 20.1 (68.2)                   | 36.5 (97.7)                   |
| 平均最高気温 °C （°F）             | 5.9 (42.6)                    | 7.5 (45.5)                    | 11.6 (52.9)                   | 17.2 (63)                     | 21.6 (70.9)                   | 24.0 (75.2)                   | 28.0 (82.4)                   | 28.5 (83.3)                   | 24.9 (76.8)                   | 19.7 (67.5)                   | 13.9 (57)                     | 8.2 (46.8)                    | 17.6 (63.7)                   |
| 日平均気温 °C （°F）               | 1.6 (34.9)                    | 2.4 (36.3)                    | 5.9 (42.6)                    | 10.8 (51.4)                   | 15.2 (59.4)                   | 18.8 (65.8)                   | 22.7 (72.9)                   | 23.1 (73.6)                   | 19.7 (67.5)                   | 14.1 (57.4)                   | 8.7 (47.7)                    | 3.6 (38.5)                    | 12.2 (54)                     |
| 平均最低気温 °C （°F）             | −2.1 (28.2)                   | −1.7 (28.9)                   | 0.9 (33.6)                    | 5.2 (41.4)                    | 9.8 (49.6)                    | 14.8 (58.6)                   | 19.0 (66.2)                   | 19.5 (67.1)                   | 16.1 (61)                     | 9.9 (49.8)                    | 4.5 (40.1)                    | −0.1 (31.8)                   | 8.0 (46.4)                    |
| 最低気温記録 °C （°F）             | −10.8 (12.6)                  | −10.4 (13.3)                  | −8.7 (16.3)                   | −3.7 (25.3)                   | −0.2 (31.6)                   | 4.6 (40.3)                    | 9.4 (48.9)                    | 12.0 (53.6)                   | 4.8 (40.6)                    | −0.1 (31.8)                   | −3.2 (26.2)                   | −8.2 (17.2)                   | −10.8 (12.6)                  |
| 降水量 mm （inch）                 | 76.1 (2.996)                  | 114.3 (4.5)                   | 192.8 (7.591)                 | 221.3 (8.713)                 | 264.8 (10.425)                | 367.8 (14.48)                 | 457.8 (18.024)                | 514.1 (20.24)                 | 531.9 (20.941)                | 222.9 (8.776)                 | 123.2 (4.85)                  | 97.5 (3.839)                  | 3,184.2 (125.362)             |
| 平均降水日数 （≥1.0 mm）           | 8.2                           | 9.7                           | 12.4                          | 11.5                          | 11.5                          | 15.0                          | 14.4                          | 14.1                          | 13.7                          | 9.7                           | 8.9                           | 9.5                           | 138.5                         |
| 出典1：Japan Meteorological Agency |                               |                               |                               |                               |                               |                               |                               |                               |                               |                               |                               |                               |                               |
| 出典2：気象庁                      |                               |                               |                               |                               |                               |                               |                               |                               |                               |                               |                               |                               |                               |

### 人口
| |                                        |  |
| いの町と全国の年齢別人口分布（2005年） | いの町の年齢・男女別人口分布（2005年） |  |
| ■紫色 ― いの町 ■緑色 ― 日本全国 | ■青色 ― 男性 ■赤色 ― 女性              |  |
| いの町（に相当する地域）の人口の推移 \| 1970年（昭和45年） \| 27,593人 \| \| \| 1975年（昭和50年） \| 28,196人 \| \| \| 1980年（昭和55年） \| 29,036人 \| \| \| 1985年（昭和60年） \| 28,423人 \| \| \| 1990年（平成2年） \| 28,293人 \| \| \| 1995年（平成7年） \| 30,079人 \| \| \| 2000年（平成12年） \| 28,729人 \| \| \| 2005年（平成17年） \| 27,068人 \| \| \| 2010年（平成22年） \| 25,062人 \| \| \| 2015年（平成27年） \| 22,767人 \| \| \| 2020年（令和2年） \| 21,374人 \| \| |                                        |  |
| 総務省統計局 国勢調査より |                                        |  |
| 1970年（昭和45年） | 27,593人                               |  |
| 1975年（昭和50年） | 28,196人                               |  |
| 1980年（昭和55年） | 29,036人                               |  |
| 1985年（昭和60年） | 28,423人                               |  |
| 1990年（平成2年） | 28,293人                               |  |
| 1995年（平成7年） | 30,079人                               |  |
| 2000年（平成12年） | 28,729人                               |  |
| 2005年（平成17年） | 27,068人                               |  |
| 2010年（平成22年） | 25,062人                               |  |
| 2015年（平成27年） | 22,767人                               |  |
| 2020年（令和2年） | 21,374人                               |  |

### 隣接自治体
高知県
- 高知市
- 土佐市
- 土佐郡土佐町
- 土佐郡大川村
- 吾川郡仁淀川町
- 高岡郡越知町
- 高岡郡日高村

愛媛県
- 新居浜市
- 西条市
- 上浮穴郡久万高原町

## 歴史

### 沿革
平成
- 2004年（平成16年）10月1日 - 吾川郡伊野町、吾北村、土佐郡本川村が合併（新設合併）し誕生。その際、現在の平仮名表記になる。伊野町章を継承した町章を制定する[2][3][4][5]。
- 2015年（平成27年）5月7日 - 町役場新庁舎完成。

### 災害
- 2014年（平成26年）8月 - 平成26年台風第12号の集中豪雨により宇治川が氾濫して大規模な浸水被害。災害救助法の適用を受ける[6][7]。

## 政治

### 行政

#### 町長
- 町長: 池田牧子（2016年10月31日就任、2期目）

#### 紋章

いの町章

- 「いの」の文字を図案化したもので、1954年の合併を記念して1956年6月14日に伊野町章として制定されたものである[5]。2004年10月1日の新設合併後も伊野町章を継承した[2][3][4]。

## 施設

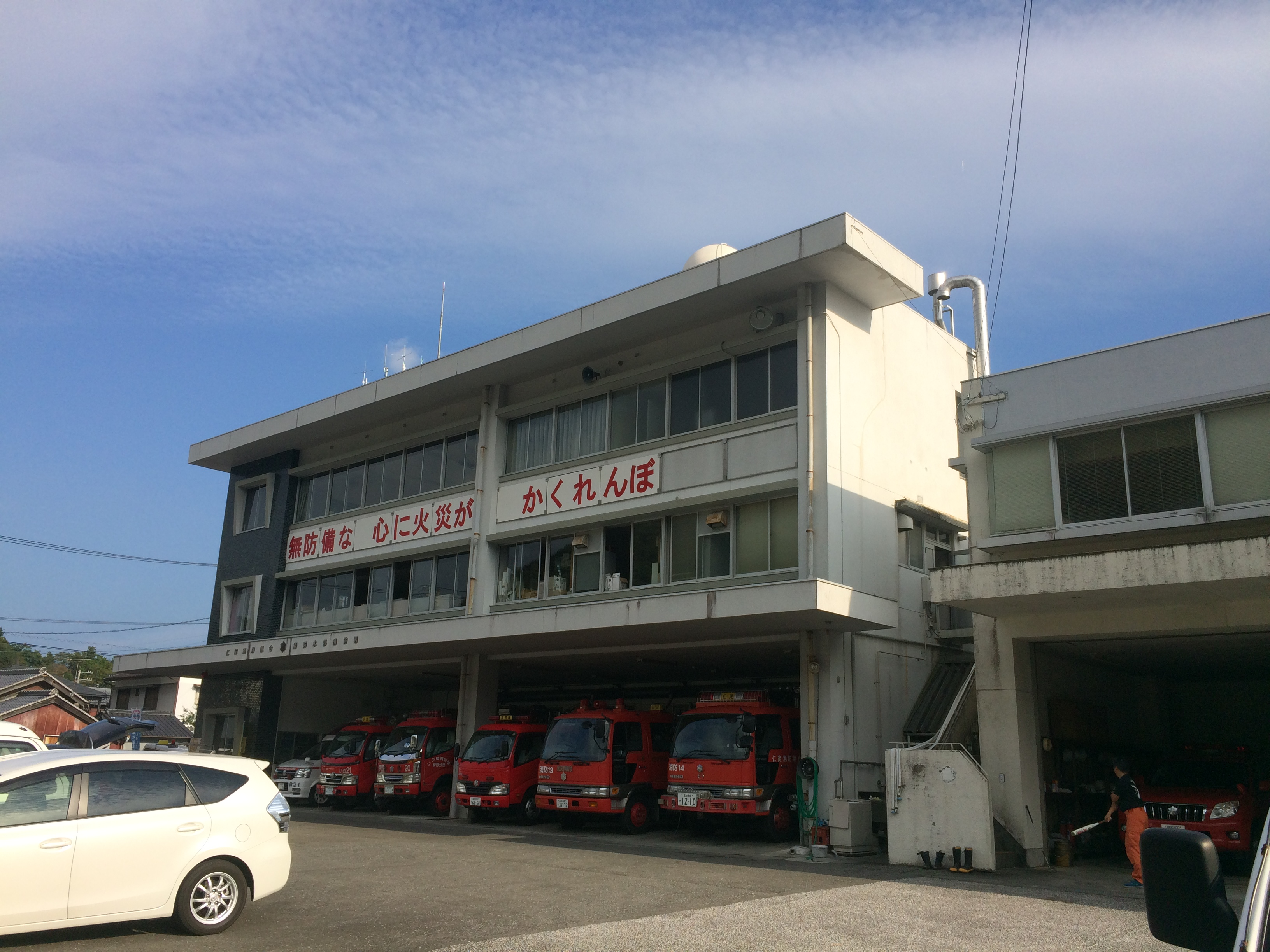
仁淀消防組合

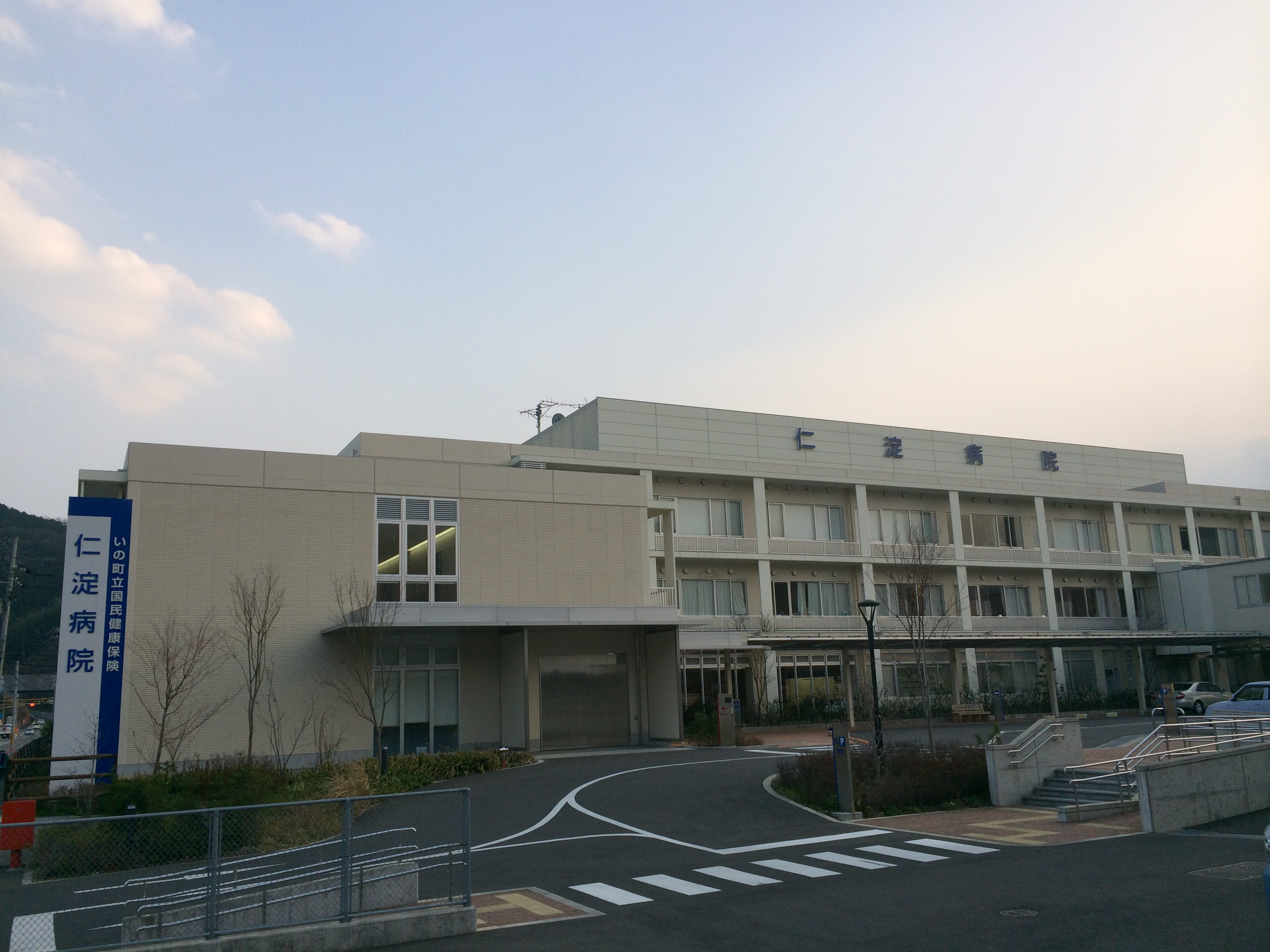
仁淀病院

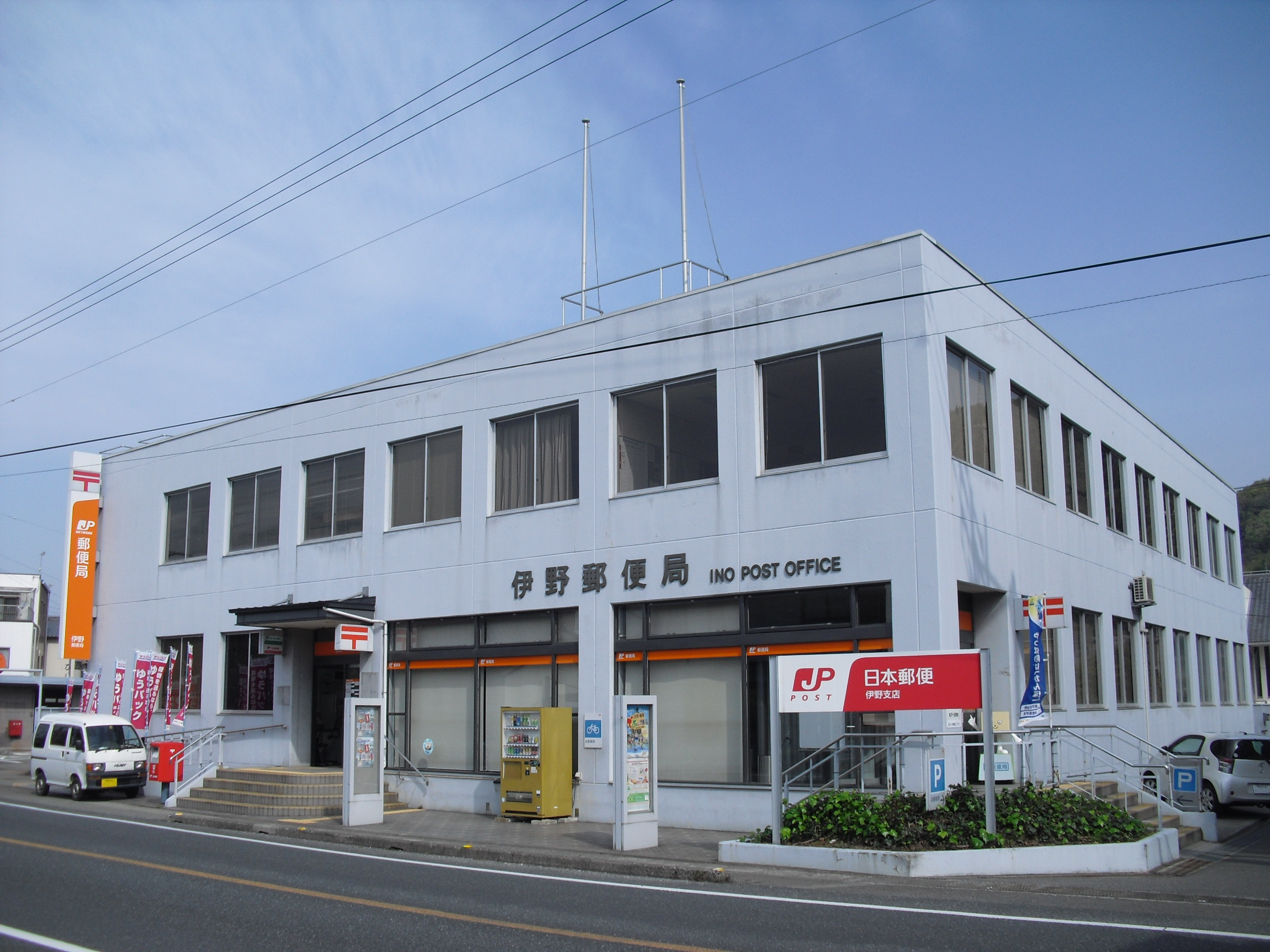
伊野郵便局

### 警察
- 土佐警察署いの警察庁舎

駐在所
- 上八川駐在所 - 吾川郡いの町上八川甲1912番地5
- 三瀬駐在所 - 吾川郡いの町柳瀬本村589番地1
- 天王駐在所 - 吾川郡いの町天王南五丁目2番地2
- 長沢駐在所 - 吾川郡いの町長沢132番地21

運転免許試験場
- 高知県運転免許センター

### 消防
本部
- 仁淀消防組合

消防署
- 仁淀消防組合消防署
  - 吾北分署

### 医療
主な病院
- いの町立国民健康保険仁淀病院

### 図書館
主な図書館
- いの町立図書館

### 郵便局
主な郵便局
- 伊野郵便局
- 八田郵便局
- 小川郵便局
- 長沢郵便局

#### 博物館
- いの町紙の博物館
- Gallery Copa（ギャラリー・コパ）

### 運動施設
- いの町総合運動場
  - 高知県立青少年体育館
  - いの町総合運動場野球場

## 対外関係

### 姉妹都市･提携都市

#### 海外
姉妹都市
- コチア（ブラジル連邦共和国 サンパウロ州）
  - 1966年（昭和41年）6月18日 姉妹都市提携

## 経済
全域で米作・果樹栽培・生姜栽培などが行われる。また和紙製造に始まる製紙業が伝統的に盛んである。高知市隣接地区近隣は、そのベッドタウン的な地域となっている。

### 第一次産業

#### 農業
- 稲作
- 果樹栽培
- 生姜栽培

### 第二次産業

#### 製造業
- 土佐和紙

主な製紙会社
- 伊野紙
- 池田紙業
- 氏原製紙所
- 鹿敷製紙
- 関西紙
- 坂本紙工業
- 四国特紙
- 四国わがみ
- ダイレイ
- 高岡丑製紙研究所
- 近澤製紙所
- 土居製紙加工所
- 東陽特紙
- 高知化工
- 日本製紙パピリア
- 丸英製紙
- 丸林製紙
- 和光製紙

### 第三次産業

#### 商業
主な商業施設
- サニーアクシスいの店
- サンシャインラヴィーナ
- サンプラザ新鮮館天王

### 拠点を置く企業
- 松田医薬品

## 教育
（休校）内の各学校は、町の公式見解上において2022年6月現在も休校扱いとなっている学校。閉校・休校時期については高知県中学校の廃校一覧・高知県小学校の廃校一覧の項目を参照。

### 専修学校
- 高知外語ビジネス専門学校

### 高等学校
県立
- 高知県立高知追手前高等学校吾北分校
- 高知県立伊野商業高等学校

### 中学校
町立
- いの町立伊野中学校
- いの町立神谷中学校
- いの町立伊野南中学校
- いの町立吾北中学校
- いの町立本川中学校
- いの町立中追中学校（休校）

### 小学校
町立
- いの町立伊野小学校
- いの町立川内小学校
- いの町立伊野南小学校
- いの町立枝川小学校
- いの町立神谷小学校
- いの町立吾北小学校（小川、下八川、上八川、清水第一の小学校が統合、旧小川小学校の校舎を使用）
- いの町立長沢小学校

- いの町立中追小学校（休校）
- いの町立柳瀬小学校（休校）
- いの町立清水第一小学校（休校）
- いの町立清水第二小学校（休校）
- いの町立上八川小学校（休校）
- いの町立上東小学校（休校）
- いの町立下八川小学校（休校）
- いの町立本川小学校（休校）
- いの町立越裏門小学校（休校）

### 幼児教育

#### 幼稚園
- いの町立伊野幼稚園

#### 保育園
- あいの保育園
- 伊野保育園
- 枝川保育所
- 神谷保育園
- 川内保育園
- 天神保育園
- 八田保育園

### 学校教育以外の施設
- 高知県消防学校
- 高知県立農業大学校（農業者研修教育施設）
- 高知ニュードライバー学院 - 自動車学校

## 交通

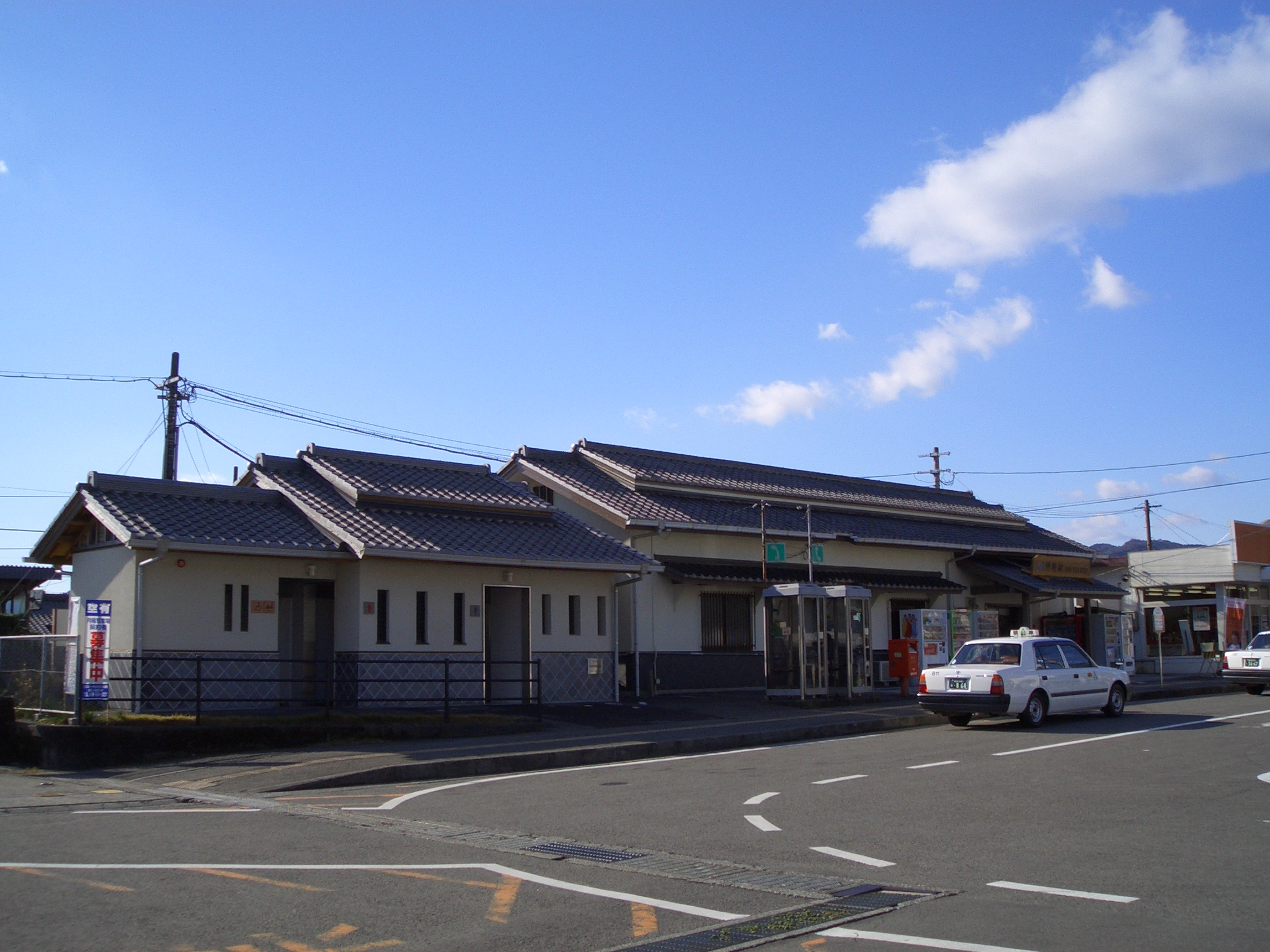
JR伊野駅

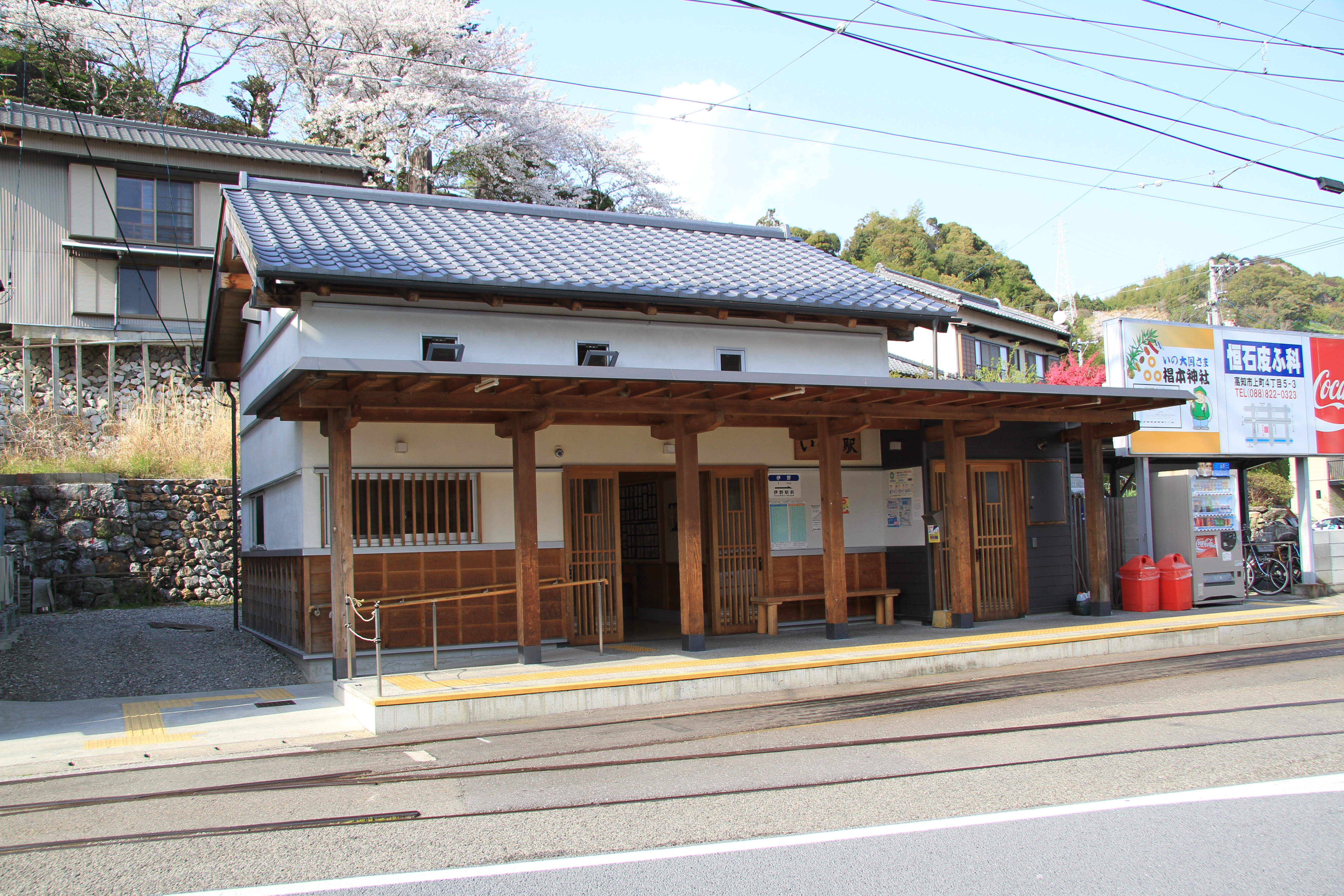
とさでん交通伊野停留場

### 鉄道
町の中心となる駅：伊野駅
四国旅客鉄道（JR四国）
- 土讃線
  - 枝川駅 - 伊野駅 - 波川駅

とさでん交通
- 伊野線
  - 宇治団地前停留場 - 八代通停留場 - 中山停留場 - 枝川停留場 - 伊野商業前停留場 - 北内停留場 - 北山停留場 - 鳴谷停留場 - 伊野駅前停留場 - 伊野停留場

### 路線バス
- とさでん交通（天王ニュータウンから高知市へ）
- 県交北部交通
- 嶺北観光自動車
- 黒岩観光
- いの町営バス
- 土佐市観光 - 伊野駅から土佐市方面へ

### 道路

#### 高速道路
- E56 高知自動車道: 伊野インターチェンジ

#### 国道
- 国道33号
- 国道194号
- 国道439号

#### 県道
- 高知県道・愛媛県道6号高知伊予三島線
- 高知県道17号本川大杉線
- 高知県道18号伊野仁淀線
- 高知県道33号南国伊野線
- 高知県道36号高知南環状線
- 高知県道38号高知土佐線
- 高知県道39号土佐伊野線
- 高知県道44号高知北環状線
- 高知県道280号伊野停車場線
- 高知県道292号恩地川口線
- 高知県道293号西津賀才日比原線
- 高知県道294号奥の谷日比原線

### 道の駅
- 道の駅木の香
- 道の駅土佐和紙工芸村
- 道の駅633美の里

## 観光

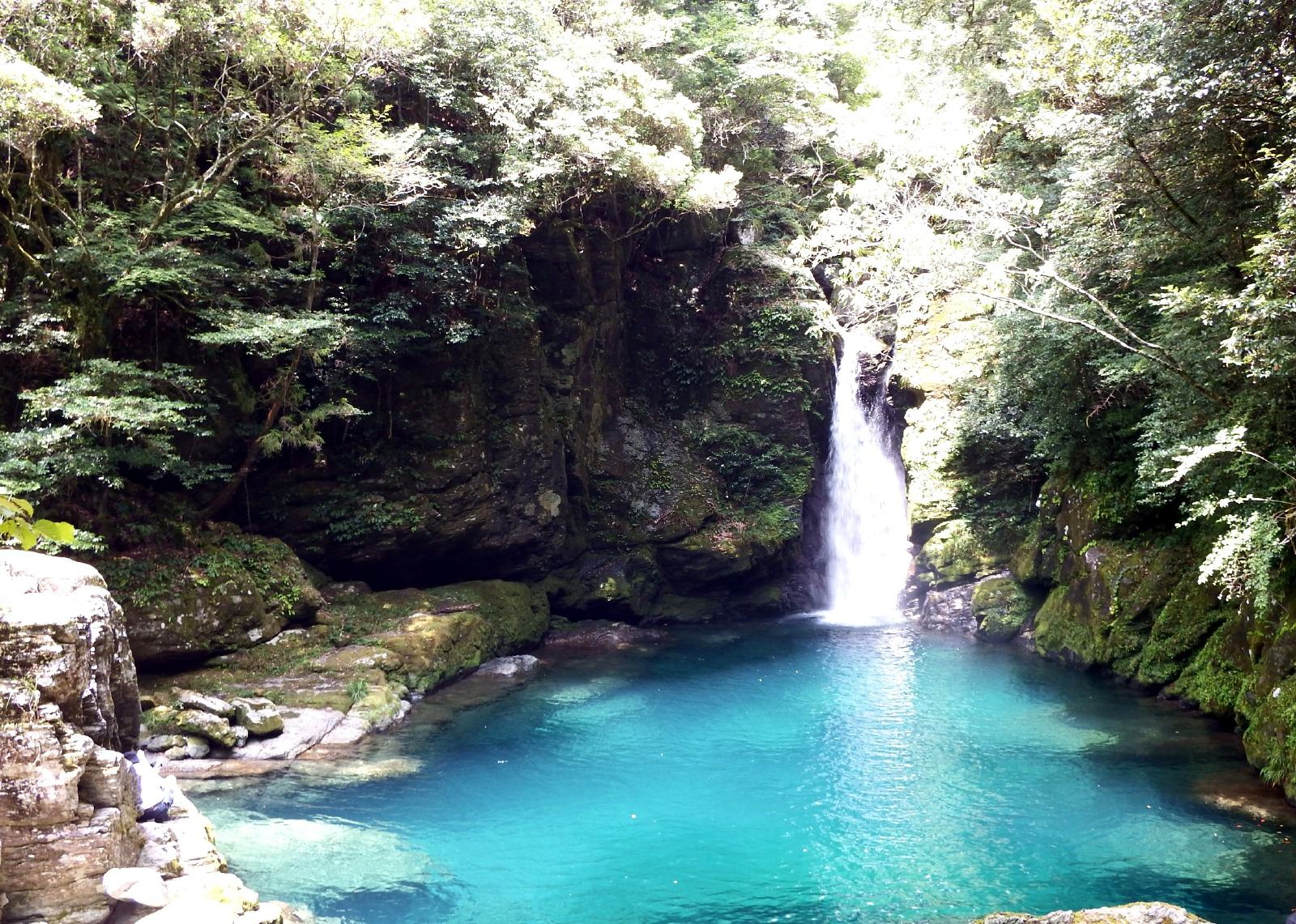
にこ淵

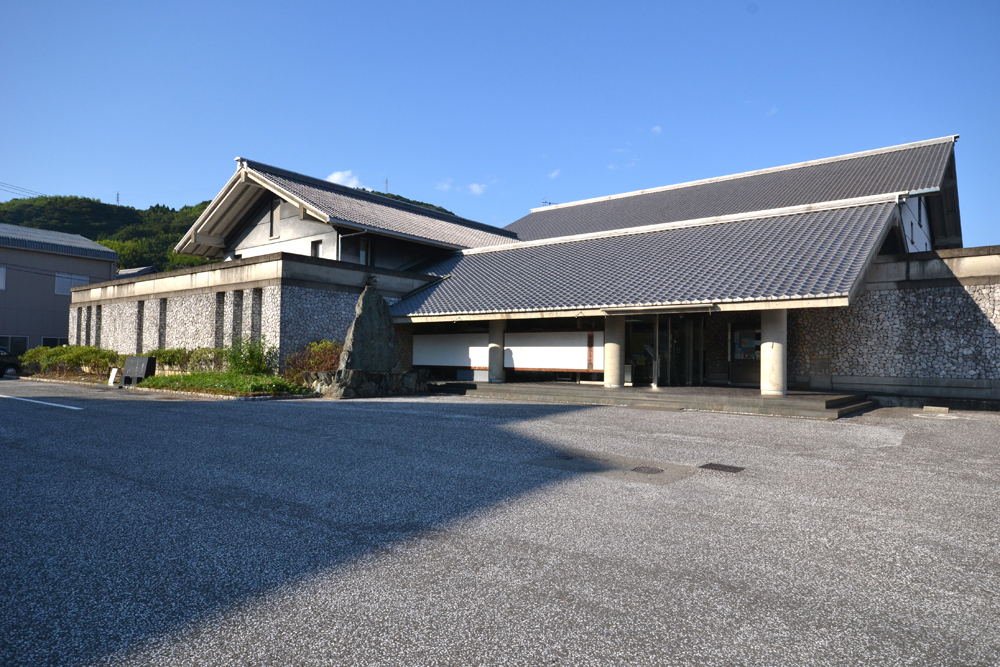
いの町紙の博物館

### 名所・旧跡
主な城郭
- 音竹城跡

主な寺院
- 蓮照寺

主な神社
- 椙本神社
- 竹姫神社
- 八代八幡宮
- 若宮八幡宮

主な遺跡
- 枝川古墳群

### 観光スポット
文化施設
- いの町紙の博物館

レジャー
- 瓶ヶ森
- にこ淵 - 「仁淀ブルー」で有名な淵

道の駅
- 道の駅木の香
- 道の駅土佐和紙工芸村
- 道の駅633美の里

#### 集落活動センター
- 集落活動センター柳野[11]
- 集落活動センター「氷室の里」

## 文化・名物

### 祭事･催事
主な祭事
- 紙のこいのぼり（いの町仁淀川）
- いの町民祭仁淀川まつり(いの町羽根公園)

### 名産・特産
- 土佐和紙

## 著名な関係者

### 出身者
- 荒勢永英（大相撲力士、タレント）
- コジロー（漫画家）
- 弓月光（漫画家）
- 平井康三郎
- 政岡壹實（無双直伝英信流居合道家）
- 田村秀男（元新聞記者）[12]
- 川村明（医学博士）
- 池田雅夫（大阪大学名誉教授、元副学長）

### 名誉町民
いの町名誉町民
- 平井康三郎 - 作曲家（合併前の伊野町において1983年1月15日称号授与）